# كاني شوريك (أنزل)
كاني شوريك هي قرية في مقاطعة أرومية، إيران. عدد سكان هذه القرية هو 89 في سنة 2006.